# Volta à Eslovénia de 2018
A 25.ª edição da Volta à Eslovénia (chamada oficialmente: Tour de Slovenie) foi uma carreira de ciclismo de estrada por etapas que se celebrou entre 13 e 17 de junho de 2018 na Eslovénia com início na cidade de Lendava e final na cidade de Novo Mesto sobre um percurso de 664,1 quilómetros.
A carreira fez parte do UCI Europe Tour de 2018, dentro da categoria UCI 2.1
A carreira foi vencida pelo corredor esloveno Primož Roglič da equipa Team LottoNL-Jumbo, em segundo lugar Rigoberto Urán (EF Education First-Drapac) e em terceiro lugar Matej Mohorič (Bahrain-Merida).

## Equipas participantes
Tomaram parte na carreira 22 equipas: 9 de categoria UCI World Team; 5 de categoria Profissional Continental; 7 de categoria Continental e a selecção nacional da Eslovénia. Formando assim um pelotão de 151 ciclistas dos que terminaram 143. As equipas participantes foram:
| Equipes WorldTeam (9)- Bora-Hansgrohe - Katusha-Alpecin - Bahrain-Merida - EF Education First-Drapac p/b Cannondale - Dimension Data - Lotto NL-Jumbo - Mitchelton-Scott - Team Sunweb - UAE Team Emirates Equipes profissionais Continentais (5)- Androni Giocattoli-Sidermec - Nippo-Vini Fantini-Europa Ovini - Gazprom-RusVelo - Israel Cycling Academy - CCC Sprandi Polkowice Equipes Continentais (7)- Adria Mobil - Ljubljana Gusto Xaurum - Dukla Banská Bystrica - Elkov-Author - Meridiana Kamen - Sangemini-MG.Kvis - My Bike-Stevens Equipe nacional- Eslovénia |
| |

## Percorrido
A Volta à Eslovénia dispôs de cinco etapas onde se incluiu uma contrarrelógio individual, para um percurso total de 664,1 quilómetros.
| Etapa | Data    | Percurso                  | type                      | Distância (km) | Vencedor          | Líder geral     |
| ----- | ------- | ------------------------- | ------------------------- | -------------- | ----------------- | --------------- |
| 1     | 13 jun. | Lendava – Murska Sobota   |                           | 159            | Simone Consonni   | Simone Consonni |
| 2     | 14 jun. | Maribor – Rogaška Slatina |                           | 152,7          | Dylan Groenewegen | Benjamin Hill   |
| 3     | 15 jun. | Slovenske Konjice – Celje |                           | 175,7          | Rigoberto Urán    | Rigoberto Urán  |
| 4     | 16 jun. | Liubliana – Kamnik        |                           | 155,2          | Primož Roglič     | Primož Roglič   |
| 5     | 17 jun. | Trebnje – Novo Mesto      | contrarrelógio individual | 21,5           | Primož Roglič     | Primož Roglič   |

## Desenvolvimento da carreira

### 1.ª etapa
| Lendava - Murska Sobota |  | (159 km) |

| \| Classificação por etapas \| Classificação por etapas \| Classificação por etapas \| Classificação por etapas \| Classificação por etapas \| \| Ciclista \| Ciclista \| Equipe \| Tempo \| \| \| ------------------------ \| ------------------------ \| ------------------------- \| ------------------------ \| ------------------------ \| \| 1. \| Simone Consonni \| UAE Team Emirates \| 3h32m05s \| \| \| 2. \| Matteo Pelucchi \| Bora-Hansgrohe \| + 0s \| \| \| 3. \| Niccolò Bonifazio \| Bahrain-Merida \| + 0s \| \| \| 4. \| Luka Mezgec \| Mitchelton-Scott \| + 0s \| \| \| 5. \| Rick Zabel \| Katusha-Alpecin \| + 0s \| \| \| 6. \| Sondre Holst Enger \| Israel Cycling Academy \| + 0s \| \| \| 7. \| Timo Roosen \| LottoNL-Jumbo \| + 0s \| \| \| 8. \| Rok Korošec \| My Bike-Stevens \| + 0s \| \| \| 9. \| Sacha Modolo \| EF Education First-Drapac \| + 0s \| \| \| 10. \| Luca Colnaghi \| Sangemini-MG.Kvis-Vega \| + 0s \| \| |                    |                           |          |
| |                    |                           |          |
| Fonte: ProCyclingStats |                    |                           |          |
| Classificação por etapas |                    |                           |          |
| Ciclista | Ciclista           | Equipe                    | Tempo    |
| 1. | Simone Consonni    | UAE Team Emirates         | 3h32m05s |
| 2. | Matteo Pelucchi    | Bora-Hansgrohe            | + 0s     |
| 3. | Niccolò Bonifazio  | Bahrain-Merida            | + 0s     |
| 4. | Luka Mezgec        | Mitchelton-Scott          | + 0s     |
| 5. | Rick Zabel         | Katusha-Alpecin           | + 0s     |
| 6. | Sondre Holst Enger | Israel Cycling Academy    | + 0s     |
| 7. | Timo Roosen        | LottoNL-Jumbo             | + 0s     |
| 8. | Rok Korošec        | My Bike-Stevens           | + 0s     |
| 9. | Sacha Modolo       | EF Education First-Drapac | + 0s     |
| 10. | Luca Colnaghi      | Sangemini-MG.Kvis-Vega    | + 0s     |

| \| Classificação geral \| Classificação geral \| Classificação geral \| Classificação geral \| Classificação geral \| \| Ciclista \| Ciclista \| Equipe \| Tempo \| \| \| ------------------- \| ------------------- \| ---------------------- \| ------------------- \| ------------------- \| \| 1. \| Simone Consonni \| UAE Team Emirates \| 3h31m55s \| \| \| 2. \| Benjamin Hill \| Ljubljana Gusto Xaurum \| + 0s \| \| \| 3. \| Jon Božič \| Adria Mobil \| + 2s \| \| \| 4. \| Matteo Pelucchi \| Bora-Hansgrohe \| + 3s \| \| \| 5. \| Niccolò Bonifazio \| Bahrain-Merida \| + 4s \| \| \| 6. \| Juraj Bellan \| Dukla Banská Bystrica \| + 6s \| \| \| 7. \| Luka Mezgec \| Mitchelton-Scott \| + 8s \| \| \| 8. \| Rick Zabel \| Katusha-Alpecin \| + 10s \| \| \| 9. \| Sondre Holst Enger \| Israel Cycling Academy \| + 10s \| \| \| 10. \| Timo Roosen \| LottoNL-Jumbo \| + 10s \| \| |                    |                        |          |
| |                    |                        |          |
| Fonte: ProCyclingStats |                    |                        |          |
| Classificação geral |                    |                        |          |
| Ciclista | Ciclista           | Equipe                 | Tempo    |
| 1. | Simone Consonni    | UAE Team Emirates      | 3h31m55s |
| 2. | Benjamin Hill      | Ljubljana Gusto Xaurum | + 0s     |
| 3. | Jon Božič          | Adria Mobil            | + 2s     |
| 4. | Matteo Pelucchi    | Bora-Hansgrohe         | + 3s     |
| 5. | Niccolò Bonifazio  | Bahrain-Merida         | + 4s     |
| 6. | Juraj Bellan       | Dukla Banská Bystrica  | + 6s     |
| 7. | Luka Mezgec        | Mitchelton-Scott       | + 8s     |
| 8. | Rick Zabel         | Katusha-Alpecin        | + 10s    |
| 9. | Sondre Holst Enger | Israel Cycling Academy | + 10s    |
| 10. | Timo Roosen        | LottoNL-Jumbo          | + 10s    |

### 2.ª etapa
| Maribor - Rogaška Slatina |  | (152,7 km) |

| \| Classificação por etapas \| Classificação por etapas \| Classificação por etapas \| Classificação por etapas \| Classificação por etapas \| \| Ciclista \| Ciclista \| Equipe \| Tempo \| \| \| ------------------------ \| ------------------------ \| ------------------------------- \| ------------------------ \| ------------------------ \| \| 1. \| Dylan Groenewegen \| LottoNL-Jumbo \| 3h35m43s \| \| \| 2. \| Matteo Pelucchi \| Bora-Hansgrohe \| + 0s \| \| \| 3. \| Caleb Ewan \| Mitchelton-Scott \| + 0s \| \| \| 4. \| Simone Consonni \| UAE Team Emirates \| + 0s \| \| \| 5. \| Manuel Belletti \| Androni Giocattoli-Sidermec \| + 0s \| \| \| 6. \| Mark Cavendish \| Dimension Data \| + 0s \| \| \| 7. \| Dušan Rajović \| Adria Mobil \| + 0s \| \| \| 8. \| Damiano Cima \| Nippo-Vini Fantini-Europa Ovini \| + 0s \| \| \| 9. \| Rok Korošec \| My Bike-Stevens \| + 0s \| \| \| 10. \| Paolo Totò \| Sangemini-MG.Kvis-Vega \| + 0s \| \| |                   |                                 |          |
| |                   |                                 |          |
| Fonte: ProCyclingStats |                   |                                 |          |
| Classificação por etapas |                   |                                 |          |
| Ciclista | Ciclista          | Equipe                          | Tempo    |
| 1. | Dylan Groenewegen | LottoNL-Jumbo                   | 3h35m43s |
| 2. | Matteo Pelucchi   | Bora-Hansgrohe                  | + 0s     |
| 3. | Caleb Ewan        | Mitchelton-Scott                | + 0s     |
| 4. | Simone Consonni   | UAE Team Emirates               | + 0s     |
| 5. | Manuel Belletti   | Androni Giocattoli-Sidermec     | + 0s     |
| 6. | Mark Cavendish    | Dimension Data                  | + 0s     |
| 7. | Dušan Rajović     | Adria Mobil                     | + 0s     |
| 8. | Damiano Cima      | Nippo-Vini Fantini-Europa Ovini | + 0s     |
| 9. | Rok Korošec       | My Bike-Stevens                 | + 0s     |
| 10. | Paolo Totò        | Sangemini-MG.Kvis-Vega          | + 0s     |

| \| Classificação geral \| Classificação geral \| Classificação geral \| Classificação geral \| Classificação geral \| \| Ciclista \| Ciclista \| Equipe \| Tempo \| \| \| ------------------- \| ------------------- \| ---------------------- \| ------------------- \| ------------------- \| \| 1. \| Benjamin Hill \| Ljubljana Gusto Xaurum \| 7h07m33s \| \| \| 2. \| Matteo Pelucchi \| Bora-Hansgrohe \| + 3s \| \| \| 3. \| Simone Consonni \| UAE Team Emirates \| + 5s \| \| \| 4. \| Dylan Groenewegen \| LottoNL-Jumbo \| + 5s \| \| \| 5. \| Gašper Katrašnik \| Adria Mobil \| + 7s \| \| \| 6. \| Jon Božič \| Adria Mobil \| + 8s \| \| \| 7. \| Caleb Ewan \| Mitchelton-Scott \| + 11s \| \| \| 8. \| Juraj Bellan \| Dukla Banská Bystrica \| + 13s \| \| \| 9. \| Rok Korošec \| My Bike-Stevens \| + 15s \| \| \| 10. \| Luka Mezgec \| Mitchelton-Scott \| + 15s \| \| |                   |                        |          |
| |                   |                        |          |
| Fonte: ProCyclingStats |                   |                        |          |
| Classificação geral |                   |                        |          |
| Ciclista | Ciclista          | Equipe                 | Tempo    |
| 1. | Benjamin Hill     | Ljubljana Gusto Xaurum | 7h07m33s |
| 2. | Matteo Pelucchi   | Bora-Hansgrohe         | + 3s     |
| 3. | Simone Consonni   | UAE Team Emirates      | + 5s     |
| 4. | Dylan Groenewegen | LottoNL-Jumbo          | + 5s     |
| 5. | Gašper Katrašnik  | Adria Mobil            | + 7s     |
| 6. | Jon Božič         | Adria Mobil            | + 8s     |
| 7. | Caleb Ewan        | Mitchelton-Scott       | + 11s    |
| 8. | Juraj Bellan      | Dukla Banská Bystrica  | + 13s    |
| 9. | Rok Korošec       | My Bike-Stevens        | + 15s    |
| 10. | Luka Mezgec       | Mitchelton-Scott       | + 15s    |

### 3.ª etapa
| Slovenske Konjice - Celje |  | (175,7 km) |

| \| Classificação por etapas \| Classificação por etapas \| Classificação por etapas \| Classificação por etapas \| Classificação por etapas \| \| Ciclista \| Ciclista \| Equipe \| Tempo \| \| \| ------------------------ \| ------------------------ \| ------------------------------- \| ------------------------ \| ------------------------ \| \| 1. \| Rigoberto Urán \| EF Education First-Drapac \| 4h00m56s \| \| \| 2. \| Daryl Impey \| Mitchelton-Scott \| + 0s \| \| \| 3. \| Primož Roglič \| LottoNL-Jumbo \| + 4s \| \| \| 4. \| Rafał Majka \| Bora-Hansgrohe \| + 4s \| \| \| 5. \| Ildar Arslanov \| Gazprom-RusVelo \| + 6s \| \| \| 6. \| Robert Kišerlovski \| Katusha-Alpecin \| + 11s \| \| \| 7. \| Marco Canola \| Nippo-Vini Fantini-Europa Ovini \| + 12s \| \| \| 8. \| Michael Storer \| Team Sunweb \| + 14s \| \| \| 9. \| Davide Formolo \| Bora-Hansgrohe \| + 14s \| \| \| 10. \| Matej Mohorič \| Bahrain-Merida \| + 17s \| \| |                    |                                 |          |
| |                    |                                 |          |
| Fonte: ProCyclingStats |                    |                                 |          |
| Classificação por etapas |                    |                                 |          |
| Ciclista | Ciclista           | Equipe                          | Tempo    |
| 1. | Rigoberto Urán     | EF Education First-Drapac       | 4h00m56s |
| 2. | Daryl Impey        | Mitchelton-Scott                | + 0s     |
| 3. | Primož Roglič      | LottoNL-Jumbo                   | + 4s     |
| 4. | Rafał Majka        | Bora-Hansgrohe                  | + 4s     |
| 5. | Ildar Arslanov     | Gazprom-RusVelo                 | + 6s     |
| 6. | Robert Kišerlovski | Katusha-Alpecin                 | + 11s    |
| 7. | Marco Canola       | Nippo-Vini Fantini-Europa Ovini | + 12s    |
| 8. | Michael Storer     | Team Sunweb                     | + 14s    |
| 9. | Davide Formolo     | Bora-Hansgrohe                  | + 14s    |
| 10. | Matej Mohorič      | Bahrain-Merida                  | + 17s    |

| \| Classificação geral \| Classificação geral \| Classificação geral \| Classificação geral \| Classificação geral \| \| Ciclista \| Ciclista \| Equipe \| Tempo \| \| \| ------------------- \| ------------------- \| ------------------------------- \| ------------------- \| ------------------- \| \| 1. \| Rigoberto Urán \| EF Education First-Drapac \| 11h08m34s \| \| \| 2. \| Daryl Impey \| Mitchelton-Scott \| + 4s \| \| \| 3. \| Primož Roglič \| LottoNL-Jumbo \| + 10s \| \| \| 4. \| Rafał Majka \| Bora-Hansgrohe \| + 14s \| \| \| 5. \| Ildar Arslanov \| Gazprom-RusVelo \| + 16s \| \| \| 6. \| Robert Kišerlovski \| Katusha-Alpecin \| + 21s \| \| \| 7. \| Marco Canola \| Nippo-Vini Fantini-Europa Ovini \| + 22s \| \| \| 8. \| Davide Formolo \| Bora-Hansgrohe \| + 24s \| \| \| 9. \| Michael Storer \| Team Sunweb \| + 24s \| \| \| 10. \| Matej Mohorič \| Bahrain-Merida \| + 25s \| \| |                    |                                 |           |
| |                    |                                 |           |
| Fonte: ProCyclingStats |                    |                                 |           |
| Classificação geral |                    |                                 |           |
| Ciclista | Ciclista           | Equipe                          | Tempo     |
| 1. | Rigoberto Urán     | EF Education First-Drapac       | 11h08m34s |
| 2. | Daryl Impey        | Mitchelton-Scott                | + 4s      |
| 3. | Primož Roglič      | LottoNL-Jumbo                   | + 10s     |
| 4. | Rafał Majka        | Bora-Hansgrohe                  | + 14s     |
| 5. | Ildar Arslanov     | Gazprom-RusVelo                 | + 16s     |
| 6. | Robert Kišerlovski | Katusha-Alpecin                 | + 21s     |
| 7. | Marco Canola       | Nippo-Vini Fantini-Europa Ovini | + 22s     |
| 8. | Davide Formolo     | Bora-Hansgrohe                  | + 24s     |
| 9. | Michael Storer     | Team Sunweb                     | + 24s     |
| 10. | Matej Mohorič      | Bahrain-Merida                  | + 25s     |

### 4.ª etapa
| Liubliana - Kamnik |  | (155,2 km) |

| \| Classificação por etapas \| Classificação por etapas \| Classificação por etapas \| Classificação por etapas \| Classificação por etapas \| \| Ciclista \| Ciclista \| Equipe \| Tempo \| \| \| ------------------------ \| ------------------------ \| --------------------------- \| ------------------------ \| ------------------------ \| \| 1. \| Primož Roglič \| LottoNL-Jumbo \| 3h44m53s \| \| \| 2. \| Matej Mohorič \| Bahrain-Merida \| + 33s \| \| \| 3. \| Rafał Majka \| Bora-Hansgrohe \| + 33s \| \| \| 4. \| Tadej Pogačar \| Ljubljana Gusto Xaurum \| + 33s \| \| \| 5. \| Rigoberto Urán \| EF Education First-Drapac \| + 33s \| \| \| 6. \| Michael Storer \| Team Sunweb \| + 33s \| \| \| 7. \| Ildar Arslanov \| Gazprom-RusVelo \| + 33s \| \| \| 8. \| Chris Hamilton \| Team Sunweb \| + 33s \| \| \| 9. \| Janez Brajkovič \| Adria Mobil \| + 33s \| \| \| 10. \| Iván Ramiro Sosa \| Androni Giocattoli-Sidermec \| + 33s \| \| |                  |                             |          |
| |                  |                             |          |
| Fonte: ProCyclingStats |                  |                             |          |
| Classificação por etapas |                  |                             |          |
| Ciclista | Ciclista         | Equipe                      | Tempo    |
| 1. | Primož Roglič    | LottoNL-Jumbo               | 3h44m53s |
| 2. | Matej Mohorič    | Bahrain-Merida              | + 33s    |
| 3. | Rafał Majka      | Bora-Hansgrohe              | + 33s    |
| 4. | Tadej Pogačar    | Ljubljana Gusto Xaurum      | + 33s    |
| 5. | Rigoberto Urán   | EF Education First-Drapac   | + 33s    |
| 6. | Michael Storer   | Team Sunweb                 | + 33s    |
| 7. | Ildar Arslanov   | Gazprom-RusVelo             | + 33s    |
| 8. | Chris Hamilton   | Team Sunweb                 | + 33s    |
| 9. | Janez Brajkovič  | Adria Mobil                 | + 33s    |
| 10. | Iván Ramiro Sosa | Androni Giocattoli-Sidermec | + 33s    |

| \| Classificação geral \| Classificação geral \| Classificação geral \| Classificação geral \| Classificação geral \| \| Ciclista \| Ciclista \| Equipe \| Tempo \| \| \| ------------------- \| ------------------- \| ------------------------------- \| ------------------- \| ------------------- \| \| 1. \| Primož Roglič \| LottoNL-Jumbo \| 14h53m27s \| \| \| 2. \| Rigoberto Urán \| EF Education First-Drapac \| + 33s \| \| \| 3. \| Rafał Majka \| Bora-Hansgrohe \| + 43s \| \| \| 4. \| Ildar Arslanov \| Gazprom-RusVelo \| + 49s \| \| \| 5. \| Matej Mohorič \| Bahrain-Merida \| + 52s \| \| \| 6. \| Michael Storer \| Team Sunweb \| + 57s \| \| \| 7. \| Tadej Pogačar \| Ljubljana Gusto Xaurum \| + 1m00s \| \| \| 8. \| Janez Brajkovič \| Adria Mobil \| + 1m07s \| \| \| 9. \| Robert Kišerlovski \| Katusha-Alpecin \| + 1m59s \| \| \| 10. \| Marco Canola \| Nippo-Vini Fantini-Europa Ovini \| + 2m00s \| \| |                    |                                 |           |
| |                    |                                 |           |
| Fonte: ProCyclingStats |                    |                                 |           |
| Classificação geral |                    |                                 |           |
| Ciclista | Ciclista           | Equipe                          | Tempo     |
| 1. | Primož Roglič      | LottoNL-Jumbo                   | 14h53m27s |
| 2. | Rigoberto Urán     | EF Education First-Drapac       | + 33s     |
| 3. | Rafał Majka        | Bora-Hansgrohe                  | + 43s     |
| 4. | Ildar Arslanov     | Gazprom-RusVelo                 | + 49s     |
| 5. | Matej Mohorič      | Bahrain-Merida                  | + 52s     |
| 6. | Michael Storer     | Team Sunweb                     | + 57s     |
| 7. | Tadej Pogačar      | Ljubljana Gusto Xaurum          | + 1m00s   |
| 8. | Janez Brajkovič    | Adria Mobil                     | + 1m07s   |
| 9. | Robert Kišerlovski | Katusha-Alpecin                 | + 1m59s   |
| 10. | Marco Canola       | Nippo-Vini Fantini-Europa Ovini | + 2m00s   |

### 5.ª etapa
| Trebnje - Novo Mesto | contrarrelógio individual | (21,5 km) |

| \| Classificação por etapas \| Classificação por etapas \| Classificação por etapas \| Classificação por etapas \| Classificação por etapas \| \| Ciclista \| Ciclista \| Equipe \| Tempo \| \| \| ------------------------ \| ------------------------ \| ------------------------- \| ------------------------ \| ------------------------ \| \| 1. \| Primož Roglič \| LottoNL-Jumbo \| 24m46s \| \| \| 2. \| Jan Tratnik \| CCC Sprandi Polkowice \| + 27s \| \| \| 3. \| Josef Černý \| Elkov-Author \| + 36s \| \| \| 4. \| Jack Bauer \| Mitchelton-Scott \| + 38s \| \| \| 5. \| Tom Scully \| EF Education First-Drapac \| + 44s \| \| \| 6. \| Luke Durbridge \| Mitchelton-Scott \| + 47s \| \| \| 7. \| Roger Kluge \| Mitchelton-Scott \| + 47s \| \| \| 8. \| Alex Dowsett \| Katusha-Alpecin \| + 52s \| \| \| 9. \| Vegard Stake Laengen \| UAE Team Emirates \| + 53s \| \| \| 10. \| Nils Politt \| Katusha-Alpecin \| + 56s \| \| |                      |                           |        |
| |                      |                           |        |
| Fonte: ProCyclingStats |                      |                           |        |
| Classificação por etapas |                      |                           |        |
| Ciclista | Ciclista             | Equipe                    | Tempo  |
| 1. | Primož Roglič        | LottoNL-Jumbo             | 24m46s |
| 2. | Jan Tratnik          | CCC Sprandi Polkowice     | + 27s  |
| 3. | Josef Černý          | Elkov-Author              | + 36s  |
| 4. | Jack Bauer           | Mitchelton-Scott          | + 38s  |
| 5. | Tom Scully           | EF Education First-Drapac | + 44s  |
| 6. | Luke Durbridge       | Mitchelton-Scott          | + 47s  |
| 7. | Roger Kluge          | Mitchelton-Scott          | + 47s  |
| 8. | Alex Dowsett         | Katusha-Alpecin           | + 52s  |
| 9. | Vegard Stake Laengen | UAE Team Emirates         | + 53s  |
| 10. | Nils Politt          | Katusha-Alpecin           | + 56s  |

## Classificações finais
- As classificações finalizaram da seguinte forma:[4]

### Classificação geral
| \| Classificação geral \| Classificação geral \| Classificação geral \| Classificação geral \| Classificação geral \| \| Ciclista \| Ciclista \| Equipe \| Tempo \| \| \| ------------------- \| -------------------- \| ------------------------- \| ------------------- \| ------------------- \| \| 1. \| Primož Roglič \| LottoNL-Jumbo \| 15h18m13s \| \| \| 2. \| Rigoberto Urán \| EF Education First-Drapac \| + 1m50s \| \| \| 3. \| Matej Mohorič \| Bahrain-Merida \| + 2m14s \| \| \| 4. \| Tadej Pogačar \| Ljubljana Gusto Xaurum \| + 2m16s \| \| \| 5. \| Michael Storer \| Team Sunweb \| + 2m18s \| \| \| 6. \| Rafał Majka \| Bora-Hansgrohe \| + 2m21s \| \| \| 7. \| Josef Černý \| Elkov-Author \| + 3m09s \| \| \| 8. \| Janez Brajkovič \| Adria Mobil \| + 3m15s \| \| \| 9. \| Ildar Arslanov \| Gazprom-RusVelo \| + 3m15s \| \| \| 10. \| Vegard Stake Laengen \| UAE Team Emirates \| + 3m16s \| \| |                      |                           |           |
| |                      |                           |           |
| Fontes: ProCyclingStats Cycling Archives |                      |                           |           |
| Classificação geral |                      |                           |           |
| Ciclista | Ciclista             | Equipe                    | Tempo     |
| 1. | Primož Roglič        | LottoNL-Jumbo             | 15h18m13s |
| 2. | Rigoberto Urán       | EF Education First-Drapac | + 1m50s   |
| 3. | Matej Mohorič        | Bahrain-Merida            | + 2m14s   |
| 4. | Tadej Pogačar        | Ljubljana Gusto Xaurum    | + 2m16s   |
| 5. | Michael Storer       | Team Sunweb               | + 2m18s   |
| 6. | Rafał Majka          | Bora-Hansgrohe            | + 2m21s   |
| 7. | Josef Černý          | Elkov-Author              | + 3m09s   |
| 8. | Janez Brajkovič      | Adria Mobil               | + 3m15s   |
| 9. | Ildar Arslanov       | Gazprom-RusVelo           | + 3m15s   |
| 10. | Vegard Stake Laengen | UAE Team Emirates         | + 3m16s   |

### Classificação da montanha
| Classificação da montanha | Classificação da montanha | Classificação da montanha   | Classificação da montanha | Classificação da montanha |
| Ciclista                  | Ciclista                  | Equipe                      | Pontos                    |                           |
| ------------------------- | ------------------------- | --------------------------- | ------------------------- | ------------------------- |
| 1.                        | Fausto Masnada            | Androni Giocattoli-Sidermec | 18 pts                    |                           |
| 2.                        | Primož Roglič             | LottoNL-Jumbo               | 12 pts                    |                           |
| 3.                        | Domen Novak               | Bahrain-Merida              | 8 pts                     |                           |
| 4.                        | Aleksandr Foliforov       | Gazprom-RusVelo             | 6 pts                     |                           |
| 5.                        | Benjamin Hill             | Ljubljana Gusto Xaurum      | 4 pts                     |                           |
| 6.                        | Rigoberto Urán            | EF Education First-Drapac   | 4 pts                     |                           |
| 7.                        | Rafał Majka               | Bora-Hansgrohe              | 4 pts                     |                           |
| 8.                        | Ildar Arslanov            | Gazprom-RusVelo             | 4 pts                     |                           |
| 9.                        | Jai Hindley               | Team Sunweb                 | 4 pts                     |                           |
| 10.                       | Žiga Grošelj              | Adria Mobil                 | 4 pts                     |                           |

### Classificação por pontos
| Classificação por pontos | Classificação por pontos | Classificação por pontos  | Classificação por pontos | Classificação por pontos |
| Ciclista                 | Ciclista                 | Equipe                    | Pontos                   |                          |
| ------------------------ | ------------------------ | ------------------------- | ------------------------ | ------------------------ |
| 1.                       | Simone Consonni          | UAE Team Emirates         | 52 pts                   |                          |
| 2.                       | Matteo Pelucchi          | Bora-Hansgrohe            | 44 pts                   |                          |
| 3.                       | Primož Roglič            | LottoNL-Jumbo             | 41 pts                   |                          |
| 4.                       | Rigoberto Urán           | EF Education First-Drapac | 37 pts                   |                          |
| 5.                       | Rafał Majka              | Bora-Hansgrohe            | 30 pts                   |                          |
| 6.                       | Matej Mohorič            | Bahrain-Merida            | 29 pts                   |                          |
| 7.                       | Dylan Groenewegen        | LottoNL-Jumbo             | 25 pts                   |                          |
| 8.                       | Benjamin Hill            | Ljubljana Gusto Xaurum    | 24 pts                   |                          |
| 9.                       | Ildar Arslanov           | Gazprom-RusVelo           | 21 pts                   |                          |
| 10.                      | Tadej Pogačar            | Ljubljana Gusto Xaurum    | 19 pts                   |                          |

### Classificação dos jovens
| Classificação dos jovens | Classificação dos jovens | Classificação dos jovens        | Classificação dos jovens | Classificação dos jovens |
| Ciclista                 | Ciclista                 | Equipe                          | Tempo                    |                          |
| ------------------------ | ------------------------ | ------------------------------- | ------------------------ | ------------------------ |
| 1.                       | Tadej Pogačar            | Ljubljana Gusto Xaurum          | 15h20m29s                |                          |
| 2.                       | Michael Storer           | Team Sunweb                     | + 2s                     |                          |
| 3.                       | Jai Hindley              | Team Sunweb                     | + 1m44s                  |                          |
| 4.                       | Iván Ramiro Sosa         | Androni Giocattoli-Sidermec     | + 6m45s                  |                          |
| 5.                       | Jakub Otruba             | Elkov-Author                    | + 10m16s                 |                          |
| 6.                       | Dario Puccioni           | Sangemini-MG.Kvis-Vega          | + 17m08s                 |                          |
| 7.                       | Joan Bou                 | Nippo-Vini Fantini-Europa Ovini | + 17m49s                 |                          |
| 8.                       | Tilen Finkšt             | Ljubljana Gusto Xaurum          | + 19m05s                 |                          |
| 9.                       | Martin Lavrič            | Eslovénia                       | + 19m17s                 |                          |
| 10.                      | Omer Goldstein           | Israel Cycling Academy          | + 20m40s                 |                          |

### Classificação por equipas
| Classificação por equipes | Classificação por equipes   | Classificação por equipes | Classificação por equipes |
| Equipe                    | Equipe                      | Tempo                     |                           |
| ------------------------- | --------------------------- | ------------------------- | ------------------------- |
| 1.                        | Team Sunweb                 | 46m05s                    |                           |
| 2.                        | Gazprom-RusVelo             | + 6m01s                   |                           |
| 3.                        | Bora-Hansgrohe              | + 6m19s                   |                           |
| 4.                        | Androni Giocattoli-Sidermec | + 9m02s                   |                           |
| 5.                        | Adria Mobil                 | + 11m04s                  |                           |
| 6.                        | Elkov-Author                | + 14m41s                  |                           |
| 7.                        | Bahrain-Merida              | + 21m31s                  |                           |
| 8.                        | Katusha-Alpecin             | + 23m39s                  |                           |
| 9.                        | UAE Team Emirates           | + 27m24s                  |                           |
| 10.                       | Israel Cycling Academy      | + 27m29s                  |                           |

## Evolução das classificações
| Etapa                 | Vencedor              | Classificação geral | Classificação da montanha | Classificação por pontos | Classificação dos jovens | Classificação por equipas |
| --------------------- | --------------------- | ------------------- | ------------------------- | ------------------------ | ------------------------ | ------------------------- |
| 1.ª                   | Simone Consonni       | Simone Consonni     | Benjamin Hill             | Simone Consonni          | Jon Božič                | Adria Mobil               |
| 2.ª                   | Dylan Groenewegen     | Benjamin Hill       | Benjamin Hill             | Matteo Pelucchi          | Jon Božič                | Adria Mobil               |
| 3.ª                   | Rigoberto Urán        | Rigoberto Urán      | Primož Roglič             | Matteo Pelucchi          | Michael Storer           | Gazprom-RusVelo           |
| 4.ª                   | Primož Roglič         | Primož Roglič       | Fausto Masnada            | Simone Consonni          | Michael Storer           | Sunweb                    |
| 5.ª                   | Primož Roglič         | Primož Roglič       | Fausto Masnada            | Simone Consonni          | Tadej Pogačar            | Sunweb                    |
| Classificações finais | Classificações finais | Primož Roglič       | Fausto Masnada            | Simone Consonni          | Tadej Pogačar            | Sunweb                    |

## UCI World Ranking
O Volta à Eslovénia outorgou pontos para o UCI Europe Tour de 2018 e o UCI World Ranking, este último para corredores das equipas nas categorias UCI World Team, Profissional Continental e Equipas Continentais. As seguintes tabelas mostram o barómetro de pontuação e os 10 corredores que obtiveram mais pontos:
| Posição             | 1.º | 2.º | 3.º | 4.º | 5.º | 6.º | 7.º | 8.º | 9.º | 10.º | 11.º | 12.º | 13.º-15.º | 16.º-25.º |
| Classificação geral | 125 | 85  | 70  | 60  | 50  | 40  | 35  | 30  | 25  | 20   | 15   | 10   | 5         | 3         |
| Por etapa           | 14  | 5   | 3   |     |     |     |     |     |     |      |      |      |           |           |
| Líder               | 3   |     |     |     |     |     |     |     |     |      |      |      |           |           |

| Classificação | Classificação        | Classificação             | Classificação | Classificação | Classificação | Classificação |
| Posição       | Ciclista             | Equipa                    | Geral         | Etapa         | Líder         | Total         |
| ------------- | -------------------- | ------------------------- | ------------- | ------------- | ------------- | ------------- |
| 1.º           | Primož Roglič        | LottoNL-Jumbo             | 125           | 31            | 3             | 159           |
| 2.º           | Rigoberto Urán       | EF Education First-Drapac | 85            | 14            | 3             | 102           |
| 3.º           | Matej Mohorič        | Bahrain Merida            | 70            | 5             | -             | 75            |
| 4.º           | Tadej Pogačar        | Ljubljana Gusto Xaurum    | 60            | -             | -             | 60            |
| 5.º           | Michael Storer       | Sunweb                    | 50            | -             | -             | 50            |
| 6.º           | Rafał Majka          | Bora-Hansgrohe            | 40            | 3             | -             | 43            |
| 7.º           | Josef Černý          | Elkov-Author              | 35            | 3             | -             | 38            |
| 8.º           | Janez Brajkovič      | Adria Mobil               | 30            | -             | -             | 30            |
| 9.º           | Ildar Arslanov       | Gazprom-RusVelo           | 25            | -             | -             | 25            |
| 10.º          | Vegard Stake Laengen | UAE Emirates              | 20            | -             | -             | 20            |